# Billy Goldenberg
William "Billy" Leon Goldenberg (Nova Iorque, 10 de fevereiro de 1936 – Nova Iorque, 3 de agosto de 2020) foi um compositor e músico estadunidense mais conhecido por seu trabalho na televisão e no cinema.
Realizou muitos trabalhos para a televisão americana, como especiais televisivos e seriados. Um de seus trabalhos mais importantes e conhecidos foi a condução da Orquestra da NBC em 1968 no especial de Elvis Presley.[carece de fontes?]
Recebeu um Emmy Award em 1975 pela minissérie da CBS Benjamin Franklin e novamente em 1978 pela minissérie da NBC King. Ao todo, recebeu dezenove indicações ao Emmy, com quatro premiações.
Goldenberg foi acompanhante musical para An Evening with Elaine May and Mike Nichols. Também foi o compositor do musical da Broadway, Ballroom, dirigido por Michael Bennett, baseado no especial de televisão Queen of the Stardust Ballroom, que ele também compôs.
Morreu no dia 3 de agosto de 2020 em Nova Iorque, aos 84 anos.